# SN 2002fb
SN 2002fb – supernowa typu Ia-pec odkryta 6 września 2002 roku w galaktyce NGC 759. W momencie odkrycia miała maksymalną jasność 17,10m.